# RPL36AL
RPL36AL (англ. Ribosomal protein L36a like) – білок, який кодується однойменним геном, розташованим у людей на 14-й хромосомі. Довжина поліпептидного ланцюга білка становить 106 амінокислот, а молекулярна маса — 12 469.
| 10         |  | 20         |  | 30         |  | 40         |  | 50         |
| ---------- |  | ---------- |  | ---------- |  | ---------- |  | ---------- |
| MVNVPKTRRT |  | FCKKCGKHQP |  | HKVTQYKKGK |  | DSLYAQGRRR |  | YDRKQSGYGG |
| QTKPIFRKKA |  | KTTKKIVLRL |  | ECVEPNCRSK |  | RMLAIKRCKH |  | FELGGDKKRK |
| GQVIQF     |  |            |  |            |  |            |  |            |

A: Аланін

C: Цистеїн

D: Аспарагінова кислота

E: Глутамінова кислота

F: Фенілаланін

G: Гліцин

H: Гістидин

I: Ізолейцин

K: Лізин

L: Лейцин

M: Метіонін

N: Аспарагін

P: Пролін

Q: Глутамін

R: Аргінін

S: Серин

T: Треонін

V: Валін

Кодований геном білок за функціями належить до рибонуклеопротеїнів, рибосомних білків. 
Задіяний у такому біологічному процесі, як метилювання. 
Локалізований у цитоплазмі.